# Honrubia de la Cuesta (kommunhuvudort)
Honrubia de la Cuesta är en kommunhuvudort i Spanien.   Den ligger i provinsen Provincia de Segovia och regionen Kastilien och Leon, i den centrala delen av landet, 120 km norr om huvudstaden Madrid. Honrubia de la Cuesta ligger 999 meter över havet och antalet invånare är 121.
Terrängen runt Honrubia de la Cuesta är platt norrut, men söderut är den kuperad. Terrängen runt Honrubia de la Cuesta sluttar norrut. Runt Honrubia de la Cuesta är det mycket glesbefolkat, med 4 invånare per kvadratkilometer. Närmaste större samhälle är Aranda de Duero, 17,9 km norr om Honrubia de la Cuesta. Trakten runt Honrubia de la Cuesta består i huvudsak av gräsmarker.